# Hoplia imparilis
Hoplia imparilis är en skalbaggsart som beskrevs av Moser 1912. Hoplia imparilis ingår i släktet Hoplia och familjen Melolonthidae. Inga underarter finns listade i Catalogue of Life.